# Cerkev sv. Martina, Žapuže
Cerkev sv. Martina, ki stoji v vasi Žapuže, je podružnična cerkev v Župniji Šturje. Posvečena je svetemu Martinu. Zgrajena je bila v gotskem slogu v drugi polovici 15. stoletja. Iz tega obdobja so tudi freske v notranjosti. Leta 1989 je bila prenovljena in dozidana z nadstreškom pred vhodom. Maše v cerkvi so vsak prvi ponedeljek v mesecu, obiskana pa je tudi ob godovih zavetnikov, pa tudi ob blagoslovu jedi na veliko soboto.